# Fabio Miretti
Fabio Miretti (ur. 3 sierpnia 2003 w Pinerolo) – włoski piłkarz, występujący na pozycji środkowego pomocnika we włoskim klubie Genoa, do którego jest wypożyczony z Juventusu oraz w reprezentacji Włoch.